# Bruchophagus roddi
Bruchophagus roddi är en stekelart som beskrevs av Gussakovskiy 1933. Bruchophagus roddi ingår i släktet Bruchophagus och familjen kragglanssteklar. Inga underarter finns listade.

## Bildgalleri

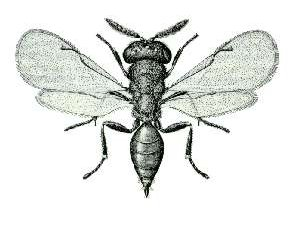